# Großer Preis der Toskana 2020
Der Große Preis der Toskana 2020 (offiziell Formula 1 Pirelli Gran Premio della Toscana Ferrari 1000 2020) fand am 13. September auf dem Autodromo Internazionale del Mugello in Scarperia e San Piero statt und war das neunte Rennen der Formel-1-Weltmeisterschaft 2020.

## Bericht

### Hintergründe
Nach dem Großen Preis von Italien führte Lewis Hamilton in der Fahrerwertung mit 47 Punkten vor Valtteri Bottas und mit 54 Punkten vor Max Verstappen. In der Konstrukteurswertung führte Mercedes mit 123 Punkten vor Red Bull Racing und mit 183 Punkten vor McLaren-Renault.
Beim Großen Preis der Toskana stellte Pirelli den Fahrern die Reifenmischungen P Zero Hard (weiß, Mischung C1), P Zero Medium (gelb, C2) und P Zero Soft (rot, C3) sowie für Nässe Cinturato Intermediates (grün) und Cinturato Full-Wets (blau) zur Verfügung. Aus logistischen Gründen erhielten alle Fahrer die gleiche Anzahl an Reifensätzen in den jeweiligen Härtegraden, die Abgabe unterschiedlicher Bestellungen war nicht möglich. Jeder Fahrer hatte somit acht Sätze der Soft-, drei Sätze der Medium- und zwei Sätze der Hard-Mischung. Der Reifenlieferant beurteilte die Strecke ähnlich wie Silverstone, was Aspekte wie Seitenkräfte und Reifenbelastung betraf.
Aufgrund der COVID-19-Pandemie fand der Große Preis der Toskana unter strikten Sicherheits- und Hygieneregeln statt. Es waren erstmals in dieser Saison allerdings wieder Zuschauer zugelassen.
Da es jeweils pro Saison nur einen Grand Prix pro Land geben kann, wurde das Rennen in Mugello Großer Preis der Toskana genannt, denn eine Woche zuvor fand in Monza der Große Preis von Italien statt. Das Rennen in Mugello war das 1000. Formel-1-Rennen der Scuderia Ferrari. Außerdem war es der erste Automobil-Grand-Prix auf dieser Strecke, auf der bereits seit 1992 der Große Preis von Italien für Motorräder ausgetragen wurde.
Da der Große Preis der Toskana erstmals ausgetragen wurde, trat kein ehemaliger Sieger zu diesem Grand Prix an.
Als Rennkommissare für dieses Rennwochenende fungierten Garry Connelly (AUS), Loic Bacquelaine (BEL), Mika Salo (FIN) und Matteo Perini (ITA).

### Training
Im ersten freien Training war Bottas mit einer Rundenzeit von 1:17,879 Minuten Schnellster vor Verstappen und Charles Leclerc.
Im zweiten freien Training fuhr Bottas mit einer Rundenzeit von 1:16,989 Minuten erneut die Bestzeit vor Hamilon und Verstappen.
Im dritten freien Training war Bottas dann in 1:16,530 Minuten wieder Schnellster vor Verstappen und Hamilton.

### Qualifying
Das Qualifying bestand aus drei Teilen mit einer Nettolaufzeit von 45 Minuten. Im ersten Qualifying-Segment (Q1) hatten die Fahrer 18 Minuten Zeit, sich für das Rennen zu qualifizieren. Alle Fahrer, die im ersten Abschnitt eine Zeit erzielten, die maximal 107 Prozent der schnellsten Rundenzeit betrug, qualifizierten sich für den Grand Prix. Die besten 15 Fahrer erreichten den nächsten Teil. Bottas war Schnellster. Kevin Magnussen, beide Williams-Piloten, Antonio Giovinazzi und Pierre Gasly schieden aus.
Der zweite Abschnitt (Q2) dauerte 15 Minuten. Die schnellsten zehn Piloten qualifizierten sich für den dritten Teil des Qualifyings und mussten mit den hier verwendeten Reifen das Rennen starten, alle anderen hatten freie Reifenwahl für den Rennstart. Hamilton war zum ersten Mal an diesem Wochenende Schnellster. Romain Grosjean, Sebastian Vettel, Kimi Räikkönen, Daniil Kwjat und Lando Norris schieden aus.
Der letzte Abschnitt (Q3) ging über eine Zeit von zwölf Minuten, in denen die ersten zehn Startpositionen vergeben wurden. Hamilton fuhr mit einer Rundenzeit von 1:15,144 Minuten die Bestzeit vor Bottas und Verstappen. Es war die 95. Pole-Position für Hamilton in der Formel-1-Weltmeisterschaft.

### Rennen
Fast alle Fahrer entschieden sich für den Start auf weichen Reifen. Bottas übernahm beim Start die Führung, während Hamilton schlecht startete und sich gegen den Angriff von Leclerc wehren musste, der als Fünfter startete. Auch Verstappen erwischte einen schlechten Start, was ihn in die Mitte der Gruppe brachte. In der zweiten Kurve wurde der Niederländer von Räikkönen abgedrängt, der wiederum zwischen Gasly und Grosjean eingeklemmt war. Auch Carlos Sainz jr. drehte sich um und prallte gegen das Auto von Vettel. Verstappen und Gasly mussten aufgeben, während die Rennleitung das Safety-Car auf die Strecke schickte.
In der Rangliste lag Bottas an der Spitze, vor Hamilton, Leclerc, Alexander Albon, Lance Stroll, Daniel Ricciardo und Sergio Pérez. Acht Runden blieb das Safety-Car auf der Strecke, beim Restart kam es jedoch zu einem heftigen Unfall. In der Mitte der Gruppe kam es zu einer spürbaren Verlangsamung, gerade als die Reihe die Boxengerade entlangfuhr. Giovinazzi traf Magnussen von hinten und prallte dann gegen Nicholas Latifis Williams. Auch der McLaren von Sainz jr. war in den Unfall verwickelt. Alle vier Fahrer mussten aufgeben, stiegen aber unverletzt aus ihren Autos aus. Die Rennleitung entschied daraufhin, das Rennen mit einer roten Flagge abzubrechen.
Das Rennen wurde nach der Pause mit einem stehenden Start wieder aufgenommen. Esteban Ocon startete wegen eines Problems mit der Überhitzung der Bremse nicht. Bottas, der von der Pole-Position gestartet war, wurde von Hamilton nach San Donato überholt, während Leclerc den dritten Platz vor den beiden Racing Point behielt. In Runde 15 überholte Ricciardo Pérez und belegte den fünften Platz. In den folgenden Runden verlor Leclerc mehrere Positionen und wurde von Stroll, Ricciardo und Albon überholt. Der Monegasse fuhr deshalb in der 22. Runde an die Box, um harte Reifen aufzuziehen. In Runde 27 stoppte Ricciardo, um mittlere Reifen zu montieren, während Norris den fünften Platz von Pérez übernahm. In der folgenden Runde verlief der Boxenstopp von Räikkönen aufgrund eines technischen Problems sehr langsam.
In den folgenden Runden stoppten alle Fahrer auf den Spitzenplätzen: In der Wertung lag weiterhin Hamilton an der Spitze, mit fast sechs Sekunden Vorsprung auf Bottas; dann folgten Ricciardo, Stroll, Albon, Pérez und Norris. In der 43. Runde verlor Stroll aufgrund eines Reifenschadens am zweiten Arrabbiata die Kontrolle über sein Auto und prallte heftig gegen die Leitplanken. Der kanadische Pilot blieb jedoch unverletzt. Die Rennleitung unterbrach das Rennen zum zweiten Mal. Das letzte Mal, dass ein Rennen zweimal unterbrochen wurde, war beim Großen Preis von Brasilien 2016.
Auch beim nun dritten Start startete das Rennen nicht hinter dem Safety-Car, sondern erneut von der Startaufstellung aus. Hamilton blieb Erster, während Bottas Zweiter war. Albon überholte Ricciardo für den dritten Platz und schien in der Lage zu sein, an Bottas heranzukommen, der jedoch das Tempo erhöhte und näher an Hamilton heranrückte. Unterdessen bestrafte die Rennleitung Räikkönen mit fünf Sekunden auf die Rennzeit, weil er vor dem Einfahren in die Boxengasse die weiße Linie überquert hatte.

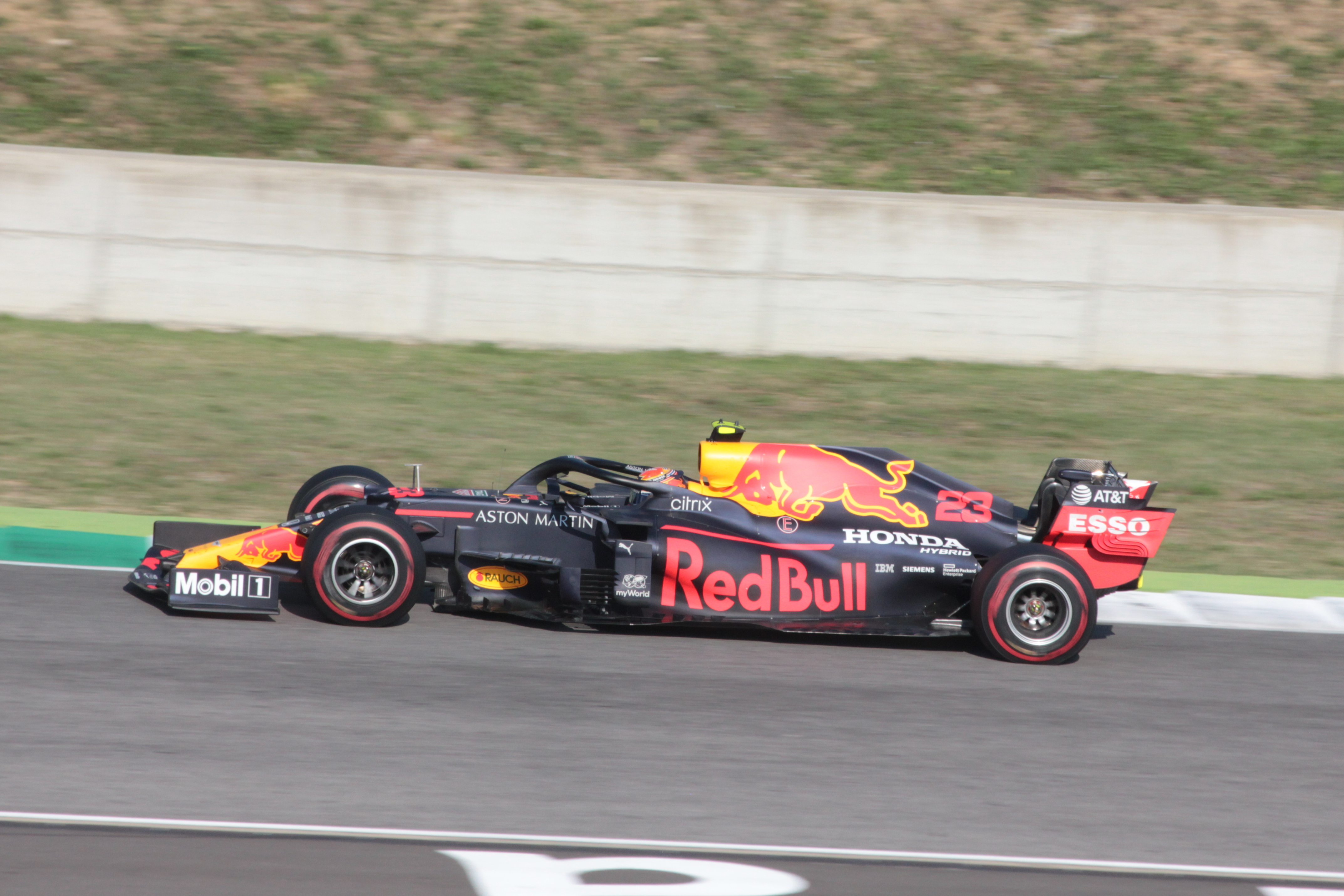
Albon erzielte sein erstes Podium.

Im letzten Teil des Rennens behielt Hamilton die Kontrolle und gewann das Rennen vor Bottas und Albon. Für Hamilton war es der 90. Sieg in der Formel-1-Weltmeisterschaft. Albon erzielte sein erstes Podium.
In der Fahrer- und Konstrukteurswertung blieben die ersten drei Positionen unverändert.

## Meldeliste
| Team                          | Nr. | Fahrer             | Chassis                            | Motor                              | Reifen |
| ----------------------------- | --- | ------------------ | ---------------------------------- | ---------------------------------- | ------ |
| Mercedes-AMG Petronas F1 Team | 44  | Lewis Hamilton     | Mercedes-AMG F1 W11 EQ Performance | Mercedes-AMG F1 M11 EQ Performance | P      |
| Mercedes-AMG Petronas F1 Team | 77  | Valtteri Bottas    | Mercedes-AMG F1 W11 EQ Performance | Mercedes-AMG F1 M11 EQ Performance | P      |
| Scuderia Ferrari              | 05  | Sebastian Vettel   | Ferrari SF1000                     | Ferrari 065                        | P      |
| Scuderia Ferrari              | 16  | Charles Leclerc    | Ferrari SF1000                     | Ferrari 065                        | P      |
| Aston Martin Red Bull Racing  | 33  | Max Verstappen     | Red Bull Racing RB16               | Honda RA620H                       | P      |
| Aston Martin Red Bull Racing  | 23  | Alexander Albon    | Red Bull Racing RB16               | Honda RA620H                       | P      |
| McLaren F1 Team               | 55  | Carlos Sainz jr.   | McLaren MCL35                      | Renault E-Tech 20                  | P      |
| McLaren F1 Team               | 04  | Lando Norris       | McLaren MCL35                      | Renault E-Tech 20                  | P      |
| Renault DP World F1 Team      | 03  | Daniel Ricciardo   | Renault R.S.20                     | Renault E-Tech 20                  | P      |
| Renault DP World F1 Team      | 31  | Esteban Ocon       | Renault R.S.20                     | Renault E-Tech 20                  | P      |
| Scuderia AlphaTauri Honda     | 26  | Daniil Kwjat       | AlphaTauri AT01                    | Honda RA620H                       | P      |
| Scuderia AlphaTauri Honda     | 10  | Pierre Gasly       | AlphaTauri AT01                    | Honda RA620H                       | P      |
| BWT Racing Point F1 Team      | 11  | Sergio Pérez       | Racing Point RP20                  | BWT Mercedes                       | P      |
| BWT Racing Point F1 Team      | 18  | Lance Stroll       | Racing Point RP20                  | BWT Mercedes                       | P      |
| Alfa Romeo Racing Orlen       | 07  | Kimi Räikkönen     | Alfa Romeo Racing C39              | Ferrari 065                        | P      |
| Alfa Romeo Racing Orlen       | 99  | Antonio Giovinazzi | Alfa Romeo Racing C39              | Ferrari 065                        | P      |
| Haas F1 Team                  | 08  | Romain Grosjean    | Haas VF-20                         | Ferrari 065                        | P      |
| Haas F1 Team                  | 20  | Kevin Magnussen    | Haas VF-20                         | Ferrari 065                        | P      |
| Williams Racing               | 63  | George Russell     | Williams FW43                      | Mercedes-AMG F1 M11 EQ Performance | P      |
| Williams Racing               | 06  | Nicholas Latifi    | Williams FW43                      | Mercedes-AMG F1 M11 EQ Performance | P      |

## Klassifikationen

### Qualifying
| Pos.                                                                      | Fahrer             | Konstrukteur              | Q1       | Q2       | Q3         | Start |
| ------------------------------------------------------------------------- | ------------------ | ------------------------- | -------- | -------- | ---------- | ----- |
| 01                                                                        | Lewis Hamilton     | Mercedes                  | 1:15,778 | 1:15,309 | 1:15,144   | 01    |
| 02                                                                        | Valtteri Bottas    | Mercedes                  | 1:15,749 | 1:15,322 | 1:15,203   | 02    |
| 03                                                                        | Max Verstappen     | Red Bull Racing-Honda     | 1:16,335 | 1:15,471 | 1:15,509   | 03    |
| 04                                                                        | Alexander Albon    | Red Bull Racing-Honda     | 1:16,527 | 1:15,914 | 1:15,954   | 04    |
| 05                                                                        | Charles Leclerc    | Ferrari                   | 1:16,698 | 1:16,324 | 1:16,270   | 05    |
| 06                                                                        | Sergio Pérez       | Racing Point-BWT Mercedes | 1:16,596 | 1:16,489 | 1:16,311   | 07    |
| 07                                                                        | Lance Stroll       | Racing Point-BWT Mercedes | 1:16,701 | 1:16,271 | 1:16,356   | 06    |
| 08                                                                        | Daniel Ricciardo   | Renault                   | 1:16,981 | 1:16,243 | 1:16,543   | 08    |
| 09                                                                        | Carlos Sainz jr.   | McLaren-Renault           | 1:16,993 | 1:16,522 | 1:17,870   | 09    |
| 10                                                                        | Esteban Ocon       | Renault                   | 1:16,825 | 1:16,297 | keine Zeit | 10    |
| 11                                                                        | Lando Norris       | McLaren-Renault           | 1:16,895 | 1:16,640 | –          | 11    |
| 12                                                                        | Daniil Kwjat       | AlphaTauri-Honda          | 1:16,928 | 1:16,854 | –          | 12    |
| 13                                                                        | Kimi Räikkönen     | Alfa Romeo Racing-Ferrari | 1:17,059 | 1:16,854 | –          | 13    |
| 14                                                                        | Sebastian Vettel   | Ferrari                   | 1:17,072 | 1:16,858 | –          | 14    |
| 15                                                                        | Romain Grosjean    | Haas-Ferrari              | 1:17,069 | 1:17,254 | –          | 15    |
| 16                                                                        | Pierre Gasly       | AlphaTauri-Honda          | 1:17,125 | –        | –          | 16    |
| 17                                                                        | Antonio Giovinazzi | Alfa Romeo Racing-Ferrari | 1:17,220 | –        | –          | 17    |
| 18                                                                        | George Russell     | Williams-Mercedes         | 1:17,232 | –        | –          | 18    |
| 19                                                                        | Nicholas Latifi    | Williams-Mercedes         | 1:17,320 | –        | –          | 19    |
| 20                                                                        | Kevin Magnussen    | Haas-Ferrari              | 1:17,348 | –        | –          | 20    |
| 107-Prozent-Zeit: 1:21,051 min (bezogen auf Q1-Bestzeit von 1:15,749 min) |                    |                           |          |          |            |       |

Anmerkungen
1. ↑  Pérez wurde für das Verursachen einer Kollision mit Räikkönen im zweiten freien Training um einen Startplatz nach hinten versetzt.

### Rennen
| Pos. | Fahrer             | Konstrukteur              | Runden | Stopps | Zeit        | Start | Schnellste Runde |
| ---- | ------------------ | ------------------------- | ------ | ------ | ----------- | ----- | ---------------- |
| 01   | Lewis Hamilton     | Mercedes                  | 59     | 5      | 2:19:35,060 | 01    | 1:18,833 (58.)   |
| 02   | Valtteri Bottas    | Mercedes                  | 59     | 5      | + 4,880     | 02    | 1:19,432 (53.)   |
| 03   | Alexander Albon    | Red Bull Racing-Honda     | 59     | 5      | + 8,064     | 04    | 1:20,039 (51.)   |
| 04   | Daniel Ricciardo   | Renault                   | 59     | 5      | + 10,417    | 08    | 1:20,426 (57.)   |
| 05   | Sergio Pérez       | Racing Point-BWT Mercedes | 59     | 5      | + 15,650    | 07    | 1:20,632 (59.)   |
| 06   | Lando Norris       | McLaren-Renault           | 59     | 5      | + 18,883    | 11    | 1:21,198 (59.)   |
| 07   | Daniil Kwjat       | AlphaTauri-Honda          | 59     | 5      | + 21,756    | 12    | 1:21,458 (51.)   |
| 08   | Charles Leclerc    | Ferrari                   | 59     | 5      | + 28,345    | 05    | 1:21,229 (50.)   |
| 09   | Kimi Räikkönen     | Alfa Romeo Racing-Ferrari | 59     | 6      | + 29,770    | 13    | 1:21,164 (59.)   |
| 10   | Sebastian Vettel   | Ferrari                   | 59     | 6      | + 29,983    | 14    | 1:21,202 (59.)   |
| 11   | George Russell     | Williams-Mercedes         | 59     | 5      | + 32,404    | 18    | 1:21,645 (58.)   |
| 12   | Romain Grosjean    | Haas-Ferrari              | 59     | 5      | + 42,036    | 15    | 1:22,263 (59.)   |
| –    | Lance Stroll       | Racing Point-BWT Mercedes | 42     | 3      | DNF         | 06    | 1:22,068 (42.)   |
| –    | Esteban Ocon       | Renault                   | 7      | 0      | DNF         | 10    | 2:11,793 (06.)   |
| –    | Nicholas Latifi    | Williams-Mercedes         | 6      | 0      | DNF         | 19    | 2:11,365 (06.)   |
| –    | Kevin Magnussen    | Haas-Ferrari              | 5      | 0      | DNF         | 20    | 2:13,812 (04.)   |
| –    | Antonio Giovinazzi | Alfa Romeo Racing-Ferrari | 5      | 0      | DNF         | 17    | 2:13,809 (04.)   |
| –    | Carlos Sainz jr.   | McLaren-Renault           | 5      | 0      | DNF         | 09    | 2:14,103 (05.)   |
| –    | Max Verstappen     | Red Bull Racing-Honda     | 0      | 0      | DNF         | 03    | –                |
| –    | Pierre Gasly       | AlphaTauri-Honda          | 0      | 0      | DNF         | 16    | –                |

Anmerkungen
1. ↑  Räikkönen erhielt eine Zeitstrafe von fünf Sekunden, da er die Linie am Eingang der Boxengasse überfuhr.

## WM-Stände nach dem Rennen
Die ersten zehn des Rennens bekamen 25, 18, 15, 12, 10, 8, 6, 4, 2 bzw. 1 Punkt(e). Zusätzlich gab es einen Punkt für die schnellste Rennrunde, da der Fahrer unter den ersten zehn landete.

### Fahrerwertung
| Pos. | Fahrer           | Konstrukteur              | Punkte |
| ---- | ---------------- | ------------------------- | ------ |
| 01   | Lewis Hamilton   | Mercedes                  | 190    |
| 02   | Valtteri Bottas  | Mercedes                  | 135    |
| 03   | Max Verstappen   | Red Bull Racing-Honda     | 110    |
| 04   | Lando Norris     | McLaren-Renault           | 65     |
| 05   | Alexander Albon  | Red Bull Racing-Honda     | 63     |
| 06   | Lance Stroll     | Racing Point-BWT Mercedes | 57     |
| 07   | Daniel Ricciardo | Renault                   | 53     |
| 08   | Charles Leclerc  | Ferrari                   | 49     |
| 09   | Sergio Pérez     | Racing Point-BWT Mercedes | 44     |
| 10   | Pierre Gasly     | AlphaTauri-Honda          | 43     |
| 11   | Carlos Sainz jr. | McLaren-Renault           | 41     |

| Pos. | Fahrer             | Konstrukteur              | Punkte |
| ---- | ------------------ | ------------------------- | ------ |
| 12   | Esteban Ocon       | Renault                   | 30     |
| 13   | Sebastian Vettel   | Ferrari                   | 17     |
| 14   | Daniil Kwjat       | AlphaTauri-Honda          | 10     |
| 15   | Nico Hülkenberg    | Racing Point-BWT Mercedes | 6      |
| 16   | Kimi Räikkönen     | Alfa Romeo Racing-Ferrari | 2      |
| 17   | Antonio Giovinazzi | Alfa Romeo Racing-Ferrari | 2      |
| 18   | Kevin Magnussen    | Haas-Ferrari              | 1      |
| 19   | Nicholas Latifi    | Williams-Mercedes         | 0      |
| 20   | George Russell     | Williams-Mercedes         | 0      |
| 21   | Romain Grosjean    | Haas-Ferrari              | 0      |

### Konstrukteurswertung
| Pos. | Konstrukteur              | Punkte |
| ---- | ------------------------- | ------ |
| 1    | Mercedes                  | 325    |
| 2    | Red Bull Racing-Honda     | 173    |
| 3    | McLaren-Renault           | 106    |
| 4    | Racing Point-BWT Mercedes | 92     |
| 5    | Renault                   | 83     |

| Pos. | Konstrukteur              | Punkte |
| ---- | ------------------------- | ------ |
| 06   | Ferrari                   | 66     |
| 07   | AlphaTauri-Honda          | 53     |
| 08   | Alfa Romeo Racing-Ferrari | 4      |
| 09   | Haas-Ferrari              | 1      |
| 10   | Williams-Mercedes         | 0      |